# Liocourt
Liocourt – miejscowość i gmina we Francji, w regionie Grand Est, w departamencie Mozela.
Według danych na rok 1990 gminę zamieszkiwało 107 osób, a gęstość zaludnienia wynosiła 34 osoby/km² (wśród 2335 gmin Lotaryngii Liocourt plasuje się na 938. miejscu pod względem liczby ludności, natomiast pod względem powierzchni na miejscu 1165.).